# Gare de Vergèze - Codognan
Gare de Vergèze - Codognan vasútállomás Franciaországban, Vergèze településen.

## Vasútvonalak
Az állomást az alábbi vasútvonalak érintik:
- Tarascon–Sète-Ville-vasútvonal

## Kapcsolódó állomások
A vasútállomáshoz az alábbi állomások vannak a legközelebb:
- Gare d’Uchaud (Gare de Tarascon, Tarascon–Sète-Ville-vasútvonal)
- Gare de Gallargues (Gare de Sète, Tarascon–Sète-Ville-vasútvonal)
- Gare d’Aigues-Vives